# Eriogyna pyretorum
Eriogyna pyretorum — вид ночных бабочек-павлиноглазок.

## Описание
Размах крыльев самцов 80—86 мм, самок 86—96 мм. Передние крылья с плавной выемкой вдоль костального края и по наружному краю перед вершиной. На переднем крыле жилка R, отсутствует; R2 и R3 начинаются на общем стебельке, примерно такой же длины как свободная часть R3.Жидка М2 находится на общем стебле с R5+M1 и отходит перед вершиной дискальной ячейки. Основной фон крыльев серовато-белый; передние крылья ч сильно извилистой тёмной линий на всем протяжении, с острыми зубцами, четко выделяющейся на светлом фоне, доходит до черного клиновидного мазка у вершины крыла. Задние крылья белого цвета, дуговидно изогнутой в срединной ячейке линией оливкового цвета; такого же цвета краевая кайма. Глазчатые пятна на передних и задних крыльях овальной формы, на передних крыльях заметно крупнее, чем на задних. Центр глазчатых пятен оливкового цвета, центрированы белыми штрихами, окантованы кольцом желтоватого цвета с голубоватой дугой вдоль внутреннего края и окружённые снаружи широким чёрным кольцом. Усики у обоих полов перистые.

## Ареал
Северная граница ареала вида проходит по Северной Корее, охватывая Китай и северную Индию. Ранее считалось, что вид обитает на территории России в Амурской области. Позднее было показано, что дальневосточный материал представлен самостоятельным осенним таксоном видового ранга Eriogynа koreanis (Brechlin, 2009).

## Биология
Развивается в одном поколении за год. Время лёта: конец апреля — май. Кормовые растения гусениц: камфорное дерево и ликвидамбар.